# Ramsor och tramsor om Bill och Bolla
Ramsor och tramsor om Bill och Bolla är en bilderbok av Gunilla Bergström först utgiven 1978.

## Handling
Bill har precis blivit storebror och känner sig störst i världen, men ju längre tiden går visar det sig att någonting inte står rätt till med lillasyster, Bolla. Åren går men Bolla börjar inte prata.
Boken handlar om lyckan över att få ett litet syskon och sorgen när syskonet visar sig ha en funktionsnedsättning. 1979 kom uppföljaren Tokigt och klokigt – mera rim om Bill och Bolla och 2007 samlingsvolymen Stora boken om Bill och Bolla – han så klok och hon en stolla, som innefattar de båda tidigare böckerna. I böckerna har Gunilla Bergström inspirerats mycket av sin egen familjesituation, då hon själv har två barn varav det yngsta har autism. Båda böckerna är skrivna på rim.

## Utmärkelser
Boken är belönad med Elsa Beskow-plaketten 1979 samt litteraturfrämjandets barnboksstipendium samma år.

## Filmatisering
1984 gjordes en tecknad filmatisering av böckerna som fick namnet Bill och hemliga Bolla. Filmen är regisserad av Jan Gissberg och med Björn Gustafson som berättarröst. Filmen har under flera år visats som SF:s knattebio.